# Daijiro Morohoshi
Daijiro Morohoshi (諸星 大二郎 Morohoshi Daijirō?, nacido el 6 de Julio de 1949 en Karuizawa, prefectura de Nagano, Japón) es un artista manga japonés. Es conocido por sus trabajos de ciencia ficción, alegorias y comics de horror y misterio basados en la pseudohistoria y el folclore.

## Biografía
Morohoshi creció en Adachi-ku, Tokio. Después de graduarse en la escuela secundaria, trabajó para el gobierno metropolitano de Tokio durante tres años.
En 1970, Morohoshi hizo su debut profesional con su cuento "Junko Kyōkatsu" (ジュン子・恐喝 Junko, blackmail?)  en COM. En 1974, su cuento "Seibutsu Toshi" (生物都市 Bio City?) fue seleccionado en el 7º Premio Tezuka.
Su reconocimiento se produjo cuando comenzó a publicar la serie Yōkai Hunter (妖怪ハンター Cazador de Yokais?) en la revista Weekly Shōnen Jump. Posteriormente publicó Ankoku Shinwa (暗黒神話 El Mito Oscuro?) , Kōshi Ankokuden (孔子暗黒伝 La Oculta Biografía de Confucio?)  en la misma revista. En 1979, publicó la serie Mud Men (Hombres de Barro) en la revista Monthly Shōnen Champion Zōkan .
En 1983, publicó Saiyū Yōenden (西遊妖猿伝 Viaje al Oeste: Comentarios del Monstruoso Mono?) basado en la novela clásica china Viaje al Oeste, en la revista manga Super Action.Este trabajo le valió el gran Premio Cultural Osamu Tezuka en 2000.

## Estilo y temas
Morohoshi se inspira en la historia antigua, la mitología y el folclore, influenciado por los ensayos de Tatsuhiko Shibusawa. Cazador de Yōkais gira en torno a unos arqueólogos que descubren extraños sucesos en Japón, Mud Men trata de los mitos de Papúa Nueva Guinea que chocan con la modernidad y Saiyū Yōenden se basa en la novela clásica de  fantasía china Viaje al Oeste.
Su estilo de dibujo está inspirado en artistas occidentales como Salvador Dalí, a quien cita como su pintor favorito, pero su obra también incluye referencias a Hieronymus Bosch, Francisco de Goya y Giorgio de Chirico.

## Legado
Debido a que el estilo de dibujo de Morohoshi era demasiado personal, sus asistentes dijeron que no sabían cómo ayudarlo. En una mesa redonda entre Morohoshi, Yukinobu Hoshino y Osamu Tezuka, Tezuka dijo que no podía imitar el dibujo de Morohoshi.
Mud Men (Hombres de barro) de Morohoshi incitó a Haruomi Hosono de Yellow Magic Orchestra. Hosono escribió "The Madmen" para el álbum Service . Este explicó que su productora confundió "Mudmen" (Hombres de barro) con "Madmen" (Hombres locos). Hayao Miyazaki mencionó que estaba fuertemente influenciado por Morohoshi. Su película de 1997 La princesa Mononoke tiene referencias a Mud Men. Cuando Kentaro Takekuma entrevistó a Miyazaki, dijo que en realidad quería que Morohoshi dibujara Nausicaä del Valle del Viento.
Según Toshio Okada, quien fue director ejecutivo de Gainax, Hideaki Anno siempre decía que quería aplicar la escena en la que aparecía un gigante en "Kage no Machi" (影の街 Ciudad Sombría?) de Morohoshi a su trabajo, y su deseo finalmente tomó forma en Neon Genesis Evangelion.

## Obras

### Manga
| Año        | Título                                                       | Título original            | notas                                                                                 |
| ---------- | ------------------------------------------------------------ | -------------------------- | ------------------------------------------------------------------------------------- |
| 1975-1982  | Mud Men (Hombres de barro)                                   | マッドメン                 | serializado en Monthly Shōnen Champion                                                |
| 1976       | Ankoku-shinwa                                                | 暗黒神話                   | serializado en Super Jump                                                             |
| 1978       | Cazador de Yokais                                            | 妖怪ハンター               | serializado en Super Jump                                                             |
| 1978       | Kōshi Ankokuden                                              | 孔子暗黒伝                 | serializado en Super Jump                                                             |
| desde 1983 | Saiyū Yoenden                                                | 西遊妖猿伝                 | serializado en Super Action, Comic Action Character, Comic Tom, Morning y Morning dos |
| 1985-2001  | Gojoden                                                      | 碁娘伝                     | serializado en Comi Comi, Manga Action y Comic Tom Plus                               |
| 1988-1989  | Mumenboku Taikō Bōden                                        | 無面目・太公望伝           | serializado en Comic Tom                                                              |
| 1988-2005  | Morokai Shii                                                 | 諸怪志異                   | serializado en Manga Action                                                           |
| 1990-1991  | Kaijinki                                                     | 海神記                     | serializado en Comic Tom                                                              |
| 1991       | Boku a Furio a Kōtei de                                      | 僕とフリオと校庭で         | serializado en Manga Action                                                           |
| 1995-2008  | Shiori a Shimiko                                             | 栞と紙魚子                 | serializado en Nemuki                                                                 |
| 2000-2002  | Shikabanchoru Izufu                                          | 私家版鳥類図譜             | serializado en Morning                                                                |
| 2004-2006  | Shikabangyoru Izufu                                          | 私家版魚類図譜             | serializado en Bessatsu Morning and Morning                                           |
| 2010-2011  | Alias Sakana no Umi                                          | 悪魚の海                   | serializado en Ultra Jump                                                             |
| 2013       | Uriko-hime no Yoru, Cenicienta no Asa                        | 瓜子姫の夜・シンデレラの朝 | publicado por Asahi Shuppansha                                                        |
| 2016-2017  | BOX - Hako no Naka ni Nanika Iru (Box - Hay algo en la caja) | CAJA -箱の中に何かいる-    | publicado por Kodansha                                                                |

### Novelas
- Kyōko no Kyō wa Kyōfu no Kyō (2004)
- Kumo no Ito wa Kanarazu Kireru (2007)

### Ilustraciones para libros
- Rōkō ni Ari (Autor: Ken'ichi Sakemi )

## Adaptaciones

### Películas
- Hiruko the Goblin (1991, dirigida por Shinya Tsukamoto )
- Kidan (2005, dirigida por Takashi Komatsu)
- Kabeotoko (2007, dirigida por Wataru Hayakawa)

### Series de televisión
- Fukushū Club (1991, Fuji Television, en Yo nimo Kimyo na Monogatari )
- Shiro (1992, Fuji Television, en Yo nimo Kimyo na Monogatari )
- Shiori to Shimiko no Kaiki Jikenbo (2008, Nippon Television)

### Radioteatro
- Saiyū Yoenden (1989)
- Zoku Saiyū Yoenden (1990)
- Yumemiru Kikai (2000)

### Animes
- Ankoku Shinwa ( El mito oscuro ) Capítulo 1/Capítulo 2 (1990)

### Videojuegos
- Ankoku Shinwa: Yamato Takeru Densetsu (1988)